# Карнавал знайомств (фільм)
«Карнавал знайомств» (англ. Bending All the Rules) — американський романтичний фільм 2002 року написаний і знятий Морганом Кляйном і Пітером Найтом з Бредлі Купером у головній ролі.

## Сюжет
Амбітна жінка була вихована в непростих умовах. Вона знайомиться з двома хлопцями, до кожного з них у неї виникають почуття. Незважаючи на те, що обидва хлопці знають один одного і є повними протилежностями, ревнощі починають кипіти, коли між цими людьми виникають дружні взаємини. Не легкий вибір чекає на головну героїню - потрібно обрати з ким вона залишиться, а кому дати відкоша.

## У ролях
- Бредлі Купер
- Колін Порш
- Девід Гейл
- Морган Клейн
- Курт МакКінні
- Алана де ла Гарса

## Саундтрек
Саундтрек до фільму був написаний американським композитором Мартінок Клейном. 
| Список треків | Список треків          | Список треків      | Список треків |
| #             | Назва                  | Автори / Виконавці | Тривалість    |
| ------------- | ---------------------- | ------------------ | ------------- |
| 1.            | «Kick It One Time»     | Tony Cook          |               |
| 2.            | «Too Late For Romance» | Nervous Turkey     |               |
| 3.            | «We'll Get By»         | d'Visitors         |               |